# Madame de Villeparisis
Madame de Villeparisis est un personnage d’À la recherche du temps perdu, de Marcel Proust.

## Personnage
Elle est une amie de jeunesse de Bathilde Amédée, la grand-mère du narrateur. Elle vient loger dans le même hôtel lors du premier séjour de celui-ci à Balbec. Après l’avoir évitée, par tact, la grand-mère se voit forcée de lui présenter son petit-fils. Il se trouve qu’elle est elle-même la tante d’un jeune homme de son âge, le marquis de Saint-Loup. Elle ne semble pourtant pas, comme on pourrait le croire d'abord, être sa tante au premier degré, puisqu'elle est aussi la tante d'Oriane de Guermantes, elle-même tante du jeune homme.
Dans le Côté de Guermantes, le narrateur fréquente son salon où il fera justement la connaissance d'Oriane.
Madame de Villeparisis a pour amant Norpois, le narrateur la presse parce qu'elle est très informée d'un voyage que le père de celui-ci fait avec Norpois, il les rencontrera bien plus tard lors d'un voyage à Venise, dans Albertine disparue.

## Interprètes
- Monique Couturier dans Le Temps retrouvé de Raoul Ruiz (1999)
- Françoise Bertin dans À la recherche du temps perdu de Nina Companeez (2011)
- Dominique Blanc dans Le Côté de Guermantes, adaptation théâtrale écrite et mise en scène par Christophe Honoré à la Comédie-Française (2020)